# Blues and Royals
Los Blues and Royals  son un regimiento de caballería del Ejército Británico, que forma parte de la Caballería Doméstica. El Coronel en Jefe es el Rey Carlos III y el Coronel del Regimiento es la Princesa Ana. Participan activamente de la seguridad del monarca y sus residencias, como escolta en eventos de estado y han participado en combate como unidad de caballería.

## Rol

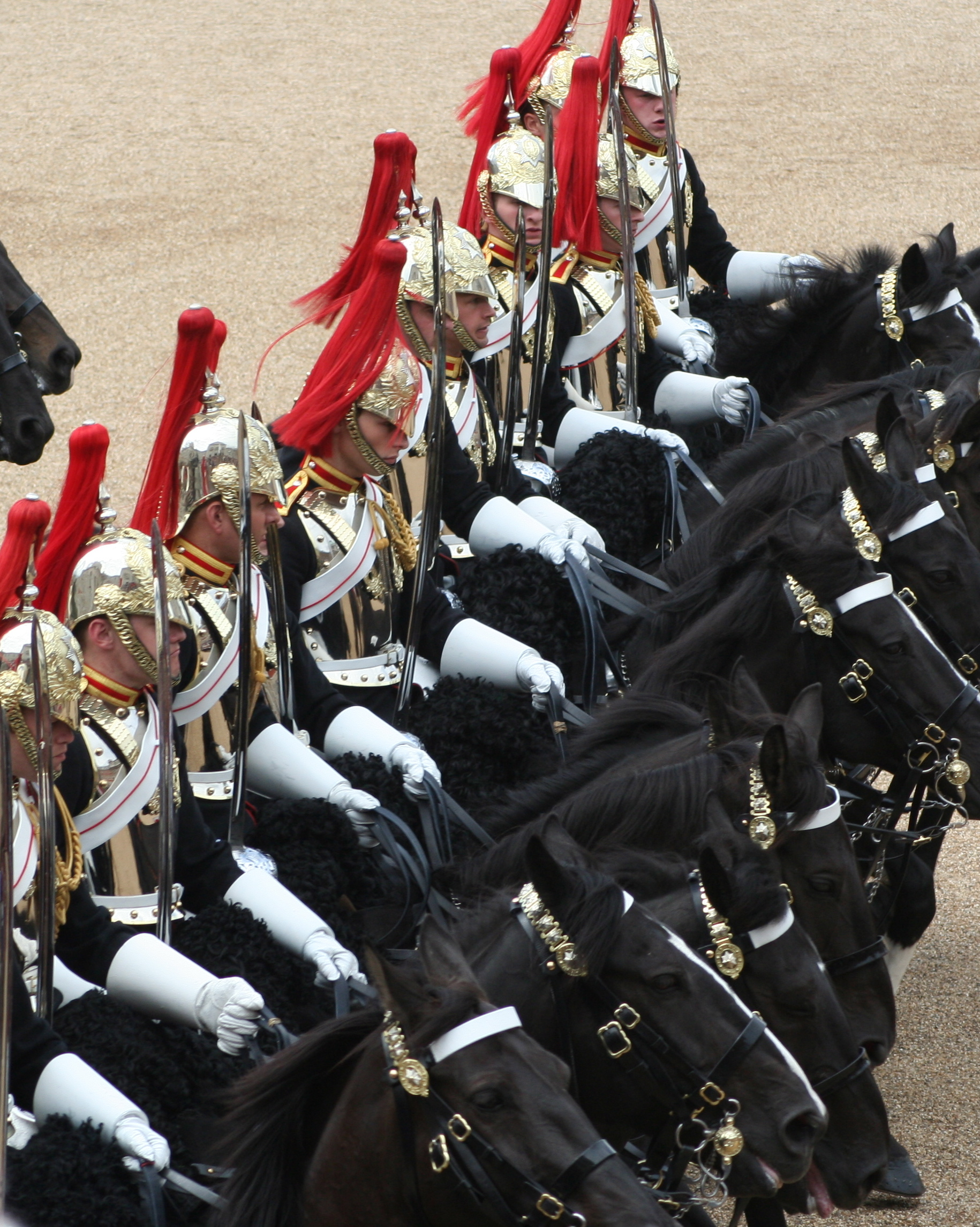
Tropas de los Azules y Reales.

Los Azules y Reales son parte de la División Doméstica del Ejército. En dicho contexto, prestan servicio protegiendo las residencias oficiales del monarca, como el Palacio de Buckingham, el Palacio de Kensington y la Torre de Londres, en conjunto con los regimientos de Guardias a Pie, y generalmente alternando con el otro regimiento de caballería parte de la División Doméstica, los Life Guards.
Participan también en ceremonias como Desfilando el Estandarte, generalmente como guardia de honor,y además como escolta de los carruajes del monarca y sus invitados, incluyendo la recepción a Jefes de Estado extranjeros.
Además de sus roles ceremoniales y relacionados con la seguridad del estado, el regimiento ha combatido en múltiples conflictos continentales europeos. En tiempos modernos, han visto acción en la Guerra de las Malvinas, la Guerra de Kosovo, la Guerra del Golfo y en Afganistán.

## Historia
Los Azules y Reales es uno de los dos regimientos de la División Doméstica que puede rastrear su linaje hasta el New Model Army, siendo el otro los Guardias de Coldstream.

### Formación
El regimiento se formó en 1969 a partir de la fusión de los Guardias Reales a Caballo (Royal Horse Guards), que se conocía como "Los Azules" ("The Blues"), y los Carabineros Reales, que se conocían como "Los Reales" ("The Royals").
Desde entonces, el nuevo regimiento ha servido en Irlanda del Norte, Alemania y Chipre. Durante la Guerra de las Malvinas de 1982, el regimiento proporcionó las dos secciones blindadas de exploración (Troops 3 y 4). El regimiento también tenía un escuadrón en servicio operativo con las Naciones Unidas en Bosnia en 1994-1995. Más recientemente, el regimiento vio acción en la Guerra de Irak y la Guerra de Afganistán.
Tanto el Príncipe Guillermo como el Príncipe Enrique se unieron al regimiento en 2006.

## Uniforme
En ocasiones ceremoniales, los Azules y Reales usan una túnica azul (heredada de los Royal Horse Guards), una coraza de metal y un casco a juego con un llorón rojo desatado. Además, los Azules y Reales usan su correa para la barbilla debajo de la barbilla, a diferencia de los Life Guards, que la usan debajo del labio inferior. En vestimenta de servicio, usan un cordón azul en el hombro izquierdo, así como un cinturón de Sam Browne que contiene un silbato. Al igual que otras divisiones de la caballería doméstica, utilizan la estrella de la Orden de la Jarretera en lugar de la Orden del Baño para sus insignias de rango.

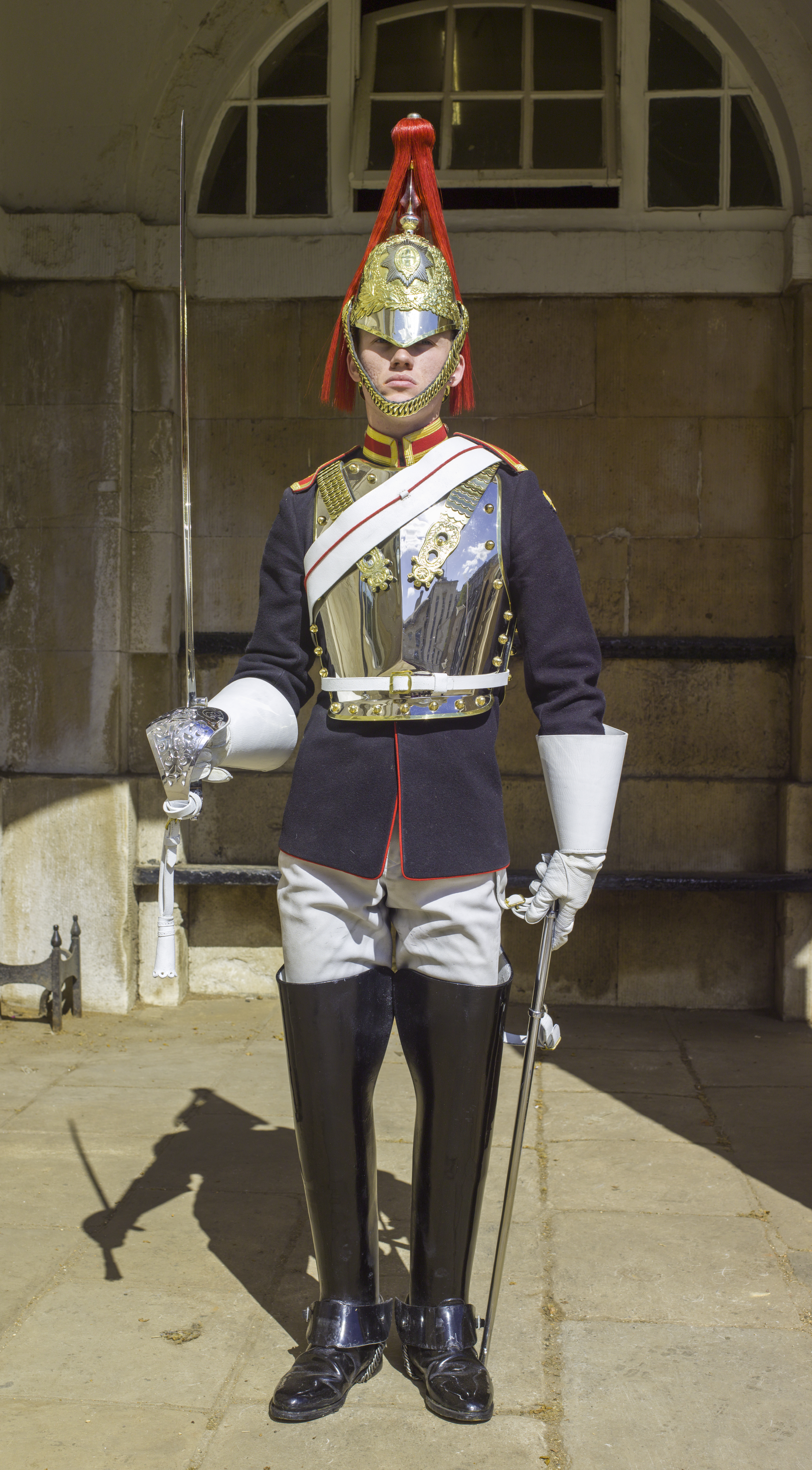
Tropa del regimiento en servicio en Horse Guards.